# Hemonia schistacea
Hemonia schistacea là một loài bướm đêm thuộc phân họ Arctiinae, họ Erebidae.